# 앤잭 데이

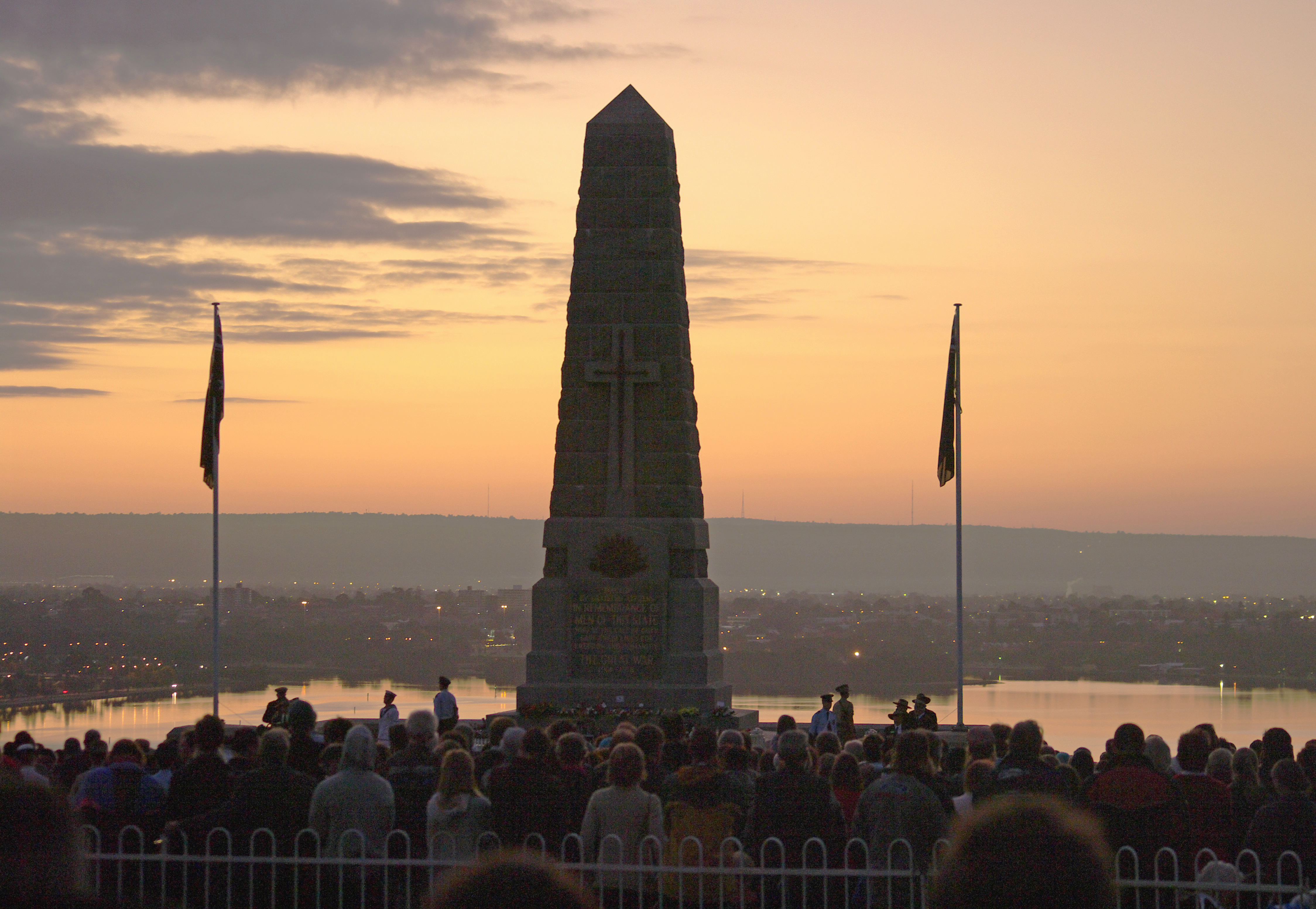
2005년 오스트레일리아 웨스턴오스트레일리아 주에서 열린 앤잭 데이 행사

앤잭 데이(영어: Anzac Day)는 오스트레일리아와 뉴질랜드의 공휴일이다. 
매년 4월 25일, 제1차 세계 대전의 갈리폴리 전투에서 용감하게 싸운 오스트레일리아 뉴질랜드 군단(ANZAC, Australia New Zealand Army Corps)의 군인들과 당시 나라를 위해 힘쓴 사람들을 위해 추모한다. 새벽에는 전사한 사람들을 추모하며 용사들이 먹었던 앤잭 비스킷을 먹는다. 대한민국의 현충일과 같은 의미의 날이다. 앤잭 데이에는 two-up게임이라는 일종의 도박 게임을 합법적으로 할 수 있는 날이기도 하다. two-up게임은 두 개의 동전을 던져 둘 모두 앞면이 나올지, 뒷면이 나올지를 두고 내기를 하는 게임이다. 세계대전 당시 공포를 잊기위한 병사들의 놀이를 재현한다.